# Clinic for Special Children
La Clínica para niños especiales es un centro investigación genética en Strasburg, (Pensilvania, EE. UU.), establecida por el Dr. Holmes Morton, especializado en problemas de genética de grupos reducidos como los Amish y las Antiguas Órdenes Menonitas (Old Order Mennonite).  
La clínica trata a unos 600 niños con alrededor de 80 desórdenes genéticos o síndromes como la glutaric aciduria (GA1), maple syrup urine disease (MSUD), Síndrome de Crigler-Najjar (CNS) y medium-chain acyl-CoA dehydrogenase deficiency (MCADD). 
No todos los pacientes son Amish o Old Order Mennonites; alrededor del 15% vienen de otros lugares y orígenes, incluyendo África y Asia. El 75% de ellos se pueden tratar y una tercera parte de este porcentaje pueden utilizar varias técnicas desarrolladas en el centro.